# Ehsan Abdi
Ehsan Abdi (persisch احسان عبدی; * 26. Juni 1986 in Teheran) ist ein iranischer Fußballspieler.

## Vereinskarriere
2011 begann Abdi seine Profikarriere beim FC Nassaji Mazandaran in der zweithöchsten iranischen Spielklasse, der Azadegan League. Nach Verpflichtungen bei weiteren Vereinen derselben Liga spielte er in der Saison 2014/2015 sechs Spiele für den Naft Masjed Soleyman F.C. in der erstklassigen Persian Gulf Pro League, wechselte jedoch während der Saison wieder zu Vereinen der Azadegan League. Seit der Saison 2018/2019 spielt er in der dritten Liga, der League 2.